# Taz (tegneseriefigur)
 For alternative betydninger, se Taz. (Se også artikler, som begynder med Taz)
Den Tasmanske djævel, også kaldetTaz er en tegnefilmsfigur i form af tasmansk djævel kendt fra Looney Tunes.
| Film | Spire Denne filmartikel er en spire som bør udbygges. Du er velkommen til at hjælpe Wikipedia ved at udvide den. |